# Sipinggan Lumban Siantar
Sipinggan Lumban Siantar is een bestuurslaag in het regentschap Samosir van de provincie Noord-Sumatra, Indonesië. Sipinggan Lumban Siantar telt 1299 inwoners (volkstelling 2010).